# Zalug (Prijepolje)
Zalug (em cirílico: Залуг) é uma vila da Sérvia localizada no município de Prijepolje, pertencente ao distrito de Zlatibor. A sua população era de 1219 habitantes segundo o censo de 2011.

## Demografia
| 1948 | 1953 | 1961 | 1971 | 1981 | 1991 | 2002 | 2011 |
| ---- | ---- | ---- | ---- | ---- | ---- | ---- | ---- |
| 147  | 190  | 291  | 459  | 671  | 1152 | 1047 | 1219 |